# Legislativversammlung von Costa Rica
Die Legislativversammlung von Costa Rica (spanisch Asamblea Legislativa de Costa Rica) ist das nationale Parlament der Republik Costa Rica.
Das Parlament wird durch ein Einkammersystem gebildet. In das Parlament werden jeweils 57 Abgeordnete im Verhältniswahlrecht für vier Jahre gewählt.
Das Parlament befindet sich im Gebäude Edificio Central im Zentrum von San José.

## Wahlen
Die Parlamentswahlen finden regulär alle 4 Jahre statt. Es herrscht Wahlpflicht ab 18 Jahren. Die nächsten Wahlen sind für den 6. Februar 2022 angesetzt.
Bis 1974 verhinderte 10-Prozent-Hürde den Einzug kleinerer Parteien ins Parlament. 1975 wurde sie auf 5 Prozent gesenkt.